# 香港大事記
更多詳細新聞事件，請往香港新聞動態條目內瀏覽。

## 1月

### 1月1日
- 1924年，油麻地小輪開始投入服務。
- 1936年，潔淨局正式改組成為市政局。
- 1993年，中環蘭桂坊在慶祝新年期間發生人群踐踏意外，釀成21死62人傷慘劇。
- 2000年，市政局及區域市政局解散，轄下執行部門市政總署、區域市政總署合併及重組成食物環境衞生署、康樂及文化事務署。
- 2002年，一名青年與一名警員涉嫌在香港文化中心外互相掌摑，警方辯稱是二人向對方祝賀「Happy New Year」（新年快樂），故被稱為新年快樂事件。

### 1月2日
- 1988年，聯交所前主席李福兆被廉政公署拘捕。

### 1月3日
- 1980年，香港金價出現驚人波幅，最高與最低價差額達到每兩400港元，為30年來罕見。
- 2001年，萬邦行疑因工人於天台維修水塔燒焊引發火警。

### 1月5日
- 1974年，中文成為香港法定語文之一。
- 1980年，受郵務工潮影響，郵政署宣佈暫時停止部份郵遞服務，至1月下旬才恢復。
- 2004年，香港地鐵發生首宗縱火案。

### 1月9日
- 1972年，正在青衣島對開改裝成海上學府的郵輪伊利沙伯皇后號發生香港歷史上唯一的災難級火警，船隻傾側入水沉沒。事後調查相信火警是由縱火引起，但找不出真兇。
- 1973年，銅鑼灣屈臣氏工業大廈發生五級大火。
- 1985年，行政局宣佈由1991年開始廢除備受爭議的初中成績評核試。

### 1月10日
- 1977年，以海洋為題的綜合主題樂園香港海洋公園正式開幕。
- 1994年，一名男子進入香港上海匯豐銀行石硤尾邨分行向其妻子任職銀行職員的朋友查問其妻下落。其間他點著報紙和所持有的易燃液體引發大火，導致銀行內12名職員死亡。死者大部份都是因為銀行的電動門因火警故障無法開啟逃生，因而窒息致死。

### 1月12日
- 1922年，海員大罷工開始。
- 1993年，行政局批准中銀香港由1994年起發行香港鈔票。
- 2001年，政務司司長陳方安生證實因私人理由，已向行政長官董建華辭職，於同年4月提前退休

### 1月13日
- 1984年，香港的士罷駛事件發生。

### 1月15日
- 1857年，發生裕盛辦館毒麵包案，400多人食用含砒霜的麵包中毒，幸無人死亡。
- 1912年，最高法院大樓落成啟用。

### 1月16日
- 2010年，高鐵669億元撥款獲立法會通過，導致中環立法會大樓門外發生香港反高鐵撥款騷亂。

### 1月19日
- 1861年，英國正式接收界限街以南的九龍領土。
- 1990年，羅屋民俗館正式啟用。

### 1月20日
- 1969年，船灣淡水湖由香港總督戴麟趾揭幕。
- 1981年，北角精工髮品廠發生三級火，釀成11死19傷。

### 1月23日
- 2009年，落馬洲新田公路發生嚴重交通意外，42歲司機羅少權在飲酒後駕駛重型貨車，當貨車途經上址時與一輛的士相撞，導致的士上5名紮鐵工人及司機當場被證實死亡，事件使警方於同年2月9日實行隨機呼氣測試。

### 1月24日
- 1925年，啟德機場首次有飛行紀錄。

### 1月25日
- 1997年，尖沙咀卡拉OK縱火案發生。

### 1月26日
- 1841年，查理·義律指派英軍在香港島西營盤登陸，宣佈香港島成為英國殖民地。
- 1982年，怡和洋行贊助首屆香港賀歲煙花匯演。
- 1986年，沙田第一城發生煤氣大爆炸，3死4傷。

### 1月28日
- 1907年，颮線成災[1]，87人身亡[2]。
- 1984年，跑馬地黃泥涌峽道一輛中巴發生嚴重意外，巴士失控剷上行人路，撞到一群輪候小學學位的人，造成6死8傷。

### 1月29日
- 2010年，馬頭圍道唐樓倒塌事件發生。

### 1月30日
- 1998年，一輛由小西灣開往深水埗欽州街的118號線雙層城巴在駛至告士打道轉往杜老誌道的天橋彎位因超速失控翻側，造成5死57傷。
- 2002年，80歲商人蘇澤棠被兩名綁匪持鎗綁架不果，匪徒在尖沙咀彌敦道與警員駁火逃去。

### 1月31日
- 1984年，寶生銀行解款車械劫案發生。

## 2月

### 2月1日
- 1976年，筲箕灣愛秩序灣旁的木屋區發生五級大火。

### 2月3日
- 1992年，石崗船民中心南越及北越船民因爭用熱水問題引發衝突，釀成火災，導致24死126傷。[3]

### 2月4日
- 1874年，香港首份華人主理的報章《循環日報》創刊。

### 2月5日
- 1984年，寶生銀行解款車械劫案後續。

### 2月6日
- 1965年，廣東信託銀行出現擠提，之後漫延至各華資銀行。最後廣東信託銀行倒閉，恒生銀行由香港上海匯豐銀行出資收購。

### 2月8日
- 2016年，大年初一晚上，旺角因為掃蕩小販問題發生騷亂，終演變成警民流血衝突。

### 2月10日
- 1996年，八仙嶺山火，造成師生5死13傷。
- 2017年，港鐵縱火案，一名60歲乘客張錦輝於一列港鐵荃灣綫列車上放火自焚。
- 2018年，大埔公路雙層巴士翻側事故，至少19死62傷。

### 2月12日
- 1980年，香港地鐵中環站舉行開幕典禮，由雅麗珊郡主主持。

### 2月13日
- 1918年，廣東南澳附近發生7.5級地震，香港除感受到震動外，亦有建築物損毀。這是香港開埠以來唯一次發生造成破壞的地震。
- 1926年，香港大酒店發生大火，全座焚毀。
- 1981年，廟街小販因劃位問題，與市政總署職員發生衝突，造成10人受傷。

### 2月14日
- 1872年，首間華人醫院東華醫院落成啟用。

### 2月15日
- 1974年，專責打擊貪污的總督特派廉政專員公署成立。

### 2月16日
- 1991年，維多利亞港舉行香港賀歲煙花匯演後發生撞船意外，1死29傷。

### 2月17日
- 1923年，中華民國國父孫中山展開其最後一次對香港的訪問。

### 2月19日
- 1997年，中共前領導人鄧小平逝世，在他領導下中華人民共和國實行經濟改革開放，並建立「有中國特式的社會主義」。此外他又提出以「一國兩制」形式收回香港管治權，並於1984年與英國簽署「中英聯合聲明」確認香港在1997年主權移交予中華人民共和國。
- 1997年，第3條連接青衣島的行車橋長青橋正式通車，同日通車的還包括西九龍公路及青葵公路。

### 2月20日
- 1845年，香港的第2份報紙《德臣西報》創辦。
- 1942年，日本統治下，“香港占領地”政府成立，磯谷廉介上任為日治政府的首任香港總督。

### 2月21日
- 1981年，海運大廈商場發生爆炸，造成23人受傷。
- 2001年，深井嘉頓餅乾廠發生四級火警。

### 2月23日
- 1988年，行政局批准香港小巴座位由14座增加到16座。

### 2月25日
- 1921年，位於今日培正道、常盛街及佛光街交界，前身為廣華醫院附設「油麻地痘局」的「台山電光炮廠」失慎發生爆炸大火，釀成32死56傷。[4]
- 1960年，香港總督柏立基為中環香港大會堂主持奠基禮。

### 2月26日
- 1918年，1918年跑馬地馬場大火發生。
- 1981年，鑽石山大磡窩村發生五級大火，燃燒持續8小時，直至凌晨才完全被救熄。

### 2月28日
- 1974年，第一條連接青衣島的行車橋青衣大橋正式通車。

## 3月

### 3月1日
- 1926年，官立漢文中學（今金文泰中學）成立，為香港首間中文官立學校。
- 1949年，《英文虎報》創辦。
- 1952年，有群眾因「粵穗慰問團」未能訪港引發騷亂，造成一死多傷。
- 1965年，東江—深圳輸水工程完工正式投產，東江水引入深圳水庫後，經管道輸進香港。
- 1966年，瑪嘉烈公主訪問香港。

### 3月2日
- 1960年，勞工署署長景韓宣佈於全港工廠推行“三八”工作時間制。
- 1962年，現代的香港大會堂啟用，而香港歷史博物館及香港藝術館前身「香港博物美術館」也於同日正式啟用。
- 1977年，屬於油麻地小輪的3層渡輪民德號，由中環開往長洲途中，在喜靈洲附近海面與來往香港與澳門屬港澳飛翼船的水翼船飛騰號相撞，民德號的船底被飛騰號的水翼割穿，隨即入水下沉。幸好船上200多名乘客及船員均及時獲救。事發時海上有濃霧。

### 3月3日
- 1865年，香港最大註冊銀行－香港上海匯豐銀行正式在香港開業。
- 1922年，海員大罷工期間，一批工人離開香港徒步往廣州，在沙田被英國軍隊開槍射擊，造成3死8傷，稱「沙田慘案」。
- 1999年，政府宣佈港府與盈科拓展斥資130億建立數碼港。

### 3月8日
- 1922年，海員大罷工結束。
- 2001年，全港最大的北角敦煌酒樓結業。
- 2010年，長沙灣青山道479號麗昌工廠大廈5樓一針織廠發生四級大火，消防隊目楊俊傑殉職，另有三名消防員受傷。
- 2024年，針對基本法第23條立法的《維護國家安全條例草案》正式刊憲公佈，同日也正式在立法會中進行首讀。

### 3月11日
- 1912年，香港大學正式啟用。

### 3月12日
- 1960年，港府宣佈設立政務官職位。
- 1982年，連接香港島南北的香港仔隧道首條管道通車。
- 2005年，首任行政長官董建華宣佈辭職，由當時任政務司司長的曾蔭權任署理香港特別行政區行政長官。

### 3月13日
- 2008年，香港流感疫潮於全港十八區的小學和幼稚園急劇擴散，衞生署因流感擴散異常及導致三名小童疑流感引致併發症死亡，宣佈全港小學立即放二星期的假期，以杜絕流感傳播謰，成為2003年SARS以來首次因疾病而停課。

### 3月14日
- 2001年，軍裝巡邏小隊警員梁成恩在荃灣執行職務時遇伏殉職，佩槍及子彈被匪徒徐步高搶去，並向其轟擊5槍。

### 3月15日
- 1972年，荔枝角大南街廣隆泰工業大廈首次發生五級大火。

### 3月17日
- 1992年，匯豐控股宣佈收購英國米特蘭銀行（現稱英國匯豐銀行）。
- 1999年，逾2,000名演藝界人士，參加歷來最大的打擊盜版大遊行。
- 2006年，發生尖沙咀警員槍擊案，休班警員徐步高在香港九龍尖沙咀廣東道與柯士甸道交界行人隧道中持槍襲擊軍裝巡邏小隊警員曾國恆及冼家強，徐步高及曾國恆死亡，冼家強重傷。

### 3月18日
- 1980年，荃灣德士古道鈞益工業大廈（今德高中心）被發現鋼筋混凝土橫樑出現裂痕，工務處隨即將之宣佈為危樓。

### 3月19日
- 1899年，中英雙方在香港簽訂《香港英新租界合同》，確定香港邊界。
- 1962年，香港發生5級地震。

### 3月20日
- 1997年，來往落馬洲及皇崗的皇巴士正式通車。

### 3月22日
- 1949年，香港第二間電台香港麗的呼聲啟播。
- 1984年，一架由香港飛往北京的英國航空客機，被一名28歲，聲稱持有炸彈的香港居民騎劫往台北，疑犯在台北被拘捕。

### 3月23日
- 2002年，歌星謝霆鋒在紅棉路撞車，涉嫌下令助手頂包。

### 3月25日
- 1977年，香港電燈公司北角發電廠發生火警，令香港島北岸停電數小時。
- 1995年，屯門公路巴士專線正式實施，於星期一至五早上0700至0900，屯門公路往荃灣方向，由掃管笏至荃灣之慢線劃為巴士專線。

### 3月26日
- 2001年，台灣導演李安憑臥虎藏龍勇奪四項奧斯卡大獎。

### 3月27日
- 1961年，香港首座現代化精神病院青山醫院正式啟用。

### 3月28日
- 1980年，連接香港仔及鴨脷洲的鴨脷洲大橋正式通車。
- 1984年，香港前途談判進行期間，怡和集團董事會主席西門·凱瑟克宣佈把公司註冊地點從香港遷移至百慕達。

### 3月30日
- 2000年，海關截獲5輛蘇聯製造的裝甲車，是本港歷來破獲最大宗轉運戰略物品案。

### 3月31日
- 1981年，蜆殼石油公司在中環的辦事處發生爆炸案。
- 1997年，荔園結業。
- 2003年，為了防止SARS疫情蔓延，香港政府隔離淘大花園E座的全體居民。

## 4月

### 4月1日
- 1993年，香港金融管理局成立。
- 2003年，藝人張國榮從中環東方文華酒店跳樓自殺身亡，享年46歲。
- 2003年，政府封鎖牛頭角淘大花園E座，防止沙士擴散。

- 2016年，亞洲電視免費電視牌照期屆滿，正式結束59年的廣播歷史，是繼佳藝電視後，香港第二家停播的免費電視台。

### 4月2日
- 1959年，香港第一條行人隧道於干諾道中正式啟用。
- 1986年，香港4間證券交易所正式合併成為香港聯合交易所。

### 4月3日
- 1981年，香港第一間7-11於跑馬地開張。
- 1993年，羅湖口岸出現大混亂，事件始自深圳方面的電腦系統發生故障，未能處理大量入境旅客，過境通道嚴重擠塞，更引致港方出境關卡出現倒流情況。人民入境事務處需間歇暫停辦理出境手續，而九廣鐵路－英段（今東鐵綫）需暫停發售往羅湖的車票，沿線各站都擠滿了排隊等候購票的乘客，情況直到傍晚才恢復正常，估計有10萬人受影響。

### 4月4日
- 1979年，九廣鐵路的港穗直通車恢復通車。
- 1990年，全國人大常委會正式通過《香港基本法》，以及香港區旗、區徽的設計。

### 4月5日
- 1843年，維多利亞女王頒佈《英皇制誥》，宣佈成立香港殖民地。

### 4月6日
- 1843年，維多利亞女王頒佈《皇室訓令》，指示香港政府的結構。
- 1966年，天星小輪加價事件開始。

### 4月7日
- 1980年，油麻地彌敦道一間舞廳發生四級大火，造成2死3傷。
- 1992年，九龍城寨準備清拆發生警民衝突，一名拒絕搬遷的居民斬傷兩名警員。

### 4月8日
- 1983年，有“雨夜屠夫”之稱的連環殺手林過雲在高等法院被判謀殺罪名成立，依例判處死刑，後由英女王伊利沙伯二世特赦，終身監禁。
- 1997年，美孚新邨發生因住客吸煙而導致的三級火，造成9死30傷，死者包括著名已故音樂人黃霑之母親及侄兒。

### 4月9日
- 1981年，皇后大道中出現地陷。

### 4月11日
- 1955年，中國國民黨特務成功潛入啟德機場，在印度航空包機「喀什米爾公主號」上放置炸彈。包機原定乘載中共代表團前往參加亞非會議，由北京經香港轉飛印尼萬隆。結果炸彈在印尼對開海面爆炸，機上乘員全部罹難。原定乘搭包機之中華人民共和國國務院總理周恩來因為事先收到情報而倖免於難。

### 4月13日
- 1937年，瑪麗醫院啟用，為當時遠東地區規模最大的醫院。
- 1999年，吉之島屯門分店發生炸彈爆炸。

### 4月16日
- 1977年，當時出任英國保守黨領袖的戴卓爾夫人在訪華後抵港逗留兩天。她於當日到愛民邨參觀，一名自稱為「愛民邨居民」的青年突然向戴卓爾夫人遞交請願信，希望香港恢復死刑以及要求香港政府資助私校。
- 1987年，中國共產黨中央顧問委員會主任鄧小平在會見香港基本法起草委員會委員時提及一國兩制的方針，他強調在香港主權移交後，現行制度50年不變，而且可以再一次50年不變，鄧小平表示這精神亦適用於澳門和台灣。
- 1988年，景福珠寶金行械劫案發生。

### 4月18日
- 1871年，香港首條海底電纜在鋼線灣登陸。
- 1991年，香港科學館正式啟用。

### 4月20日
- 1990年，連接梨木樹及大圍的城門隧道正式通車。

### 4月24日
- 2005年，競賽馬匹精英大師在女皇銀禧紀念盃中，創出連勝17場頭馬的世界紀錄。

### 4月26日
- 2004年，全國人大常委會第二次《解釋香港基本法》，否決在2007年及2008年普選行政長官及立法會。

### 4月27日
- 1983年，位於九龍紅磡的香港體育館正式開幕。
- 1993年，地鐵發生車廂脫卡事故，幸無傷亡。地鐵公司在10天後發表調查報告，認為車卡連接系統內的一個掛鉤未能扣緊而造成脫卡，報告亦形容這是全球第一宗同類事故。
- 1997年，青嶼幹線由前英國首相戴卓爾夫人主持啟用儀式，該基建為機場核心計劃的一部份，由青馬大橋（連接青衣與馬灣）、馬灣高架道路及汲水門大橋（連接馬灣與大嶼山）組成。

### 4月28日
- 1992年，香港視覺藝術中心正式啟用。
- 2001年，政務司司長陳方安生提早離任。

### 4月30日
- 1997年，西區海底隧道正式通車，是香港第三條過海隧道。

## 5月
- 1894年，鼠疫在香港大爆發，導致2千人以上喪生，成為香港開埠甚至有記錄至今最多人死亡的瘟疫，三分之一的人口逃離香港，詳見1894年香港鼠疫。

### 5月1日
- 1844年，香港警察前身「香港差役」成立。
- 1898年，九龍倉集團收購九龍渡海小輪公司，天星小輪正式成立。
- 1950年，香港政府開始禁止中國大陸人士自由入境。
- 1976年，啟德機場新貨運大廈啟用。
- 1985年，忠信錶行械劫案。
- 2008年，載滿信眾的旅遊巴士在新西貢公路超速翻側，造成19死43人傷慘劇──西貢南邊圍旅遊巴翻側事故。
- 2009年，香港確診首宗人類豬流感個案，患者是一名墨西哥男子。

### 5月2日
- 2008年，2008年奧運會香港區火炬接力舉行。聖火經尖沙咀、青馬大橋、沙田，折返尖沙咀，再過海經中環，抵達灣仔金紫荊廣場。

### 5月3日
- 1977年，教育署舉行最後一次小學升中試，之後由學能測驗代替。

### 5月4日
- 1975年，英女王伊利沙伯二世伉儷到香港訪問，是第一位訪問香港的英國在位君主。
- 1975年，丹麥貨輪「基娜馬士基」號乘載3,743名越南難民抵港，成為越南船民問題開端。

### 5月5日
- 1978年，連接屯門區及荃灣區的屯門公路開始局部通車。
- 1992年，5名劫匪持AK-47突击步枪、手槍及手雷，並且身穿避彈衣，打劫旺角砵蘭街瑞興麻雀館，一名麻雀館顧客因未有交出金錶而被槍斃。劫匪離去時在鬧市挾持人質，向警員開槍，並投擲多枚手雷。2名市民在案中死亡，19人受傷。案中劫匪最後在中國內地被捕及處決。

### 5月6日
- 1967年，九龍新蒲崗香港人造花廠九龍分廠的勞資糾紛被左派團體利用發起持續半年及發生連串炸彈恐襲的六七暴動。
- 1998年，連接汀九及青衣島，並為全球最長的三塔式斜拉索橋的汀九橋正式通車。

### 5月7日
- 1998年，有32年歷史之超羣餅店結業。

### 5月8日
- 1992年，廣泛地區持續暴雨，最高時雨量為109.9毫米，並造成多宗山泥傾瀉，3死5傷。

### 5月9日
- 1894年，政府醫生發現首名鼠疫患者。次日港府宣佈香港為疫埠。疫症之後在香港蔓延，六個月內超過2,000人染病死亡。
- 1978年，長洲太平清醮發生搶包山倒塌意外。
- 2012年，九巴的非空調巴士（熱狗巴士）退役。

### 5月10日
- 1982年，香港地鐵荃灣綫正式全面通車。

### 5月12日
- 1978年，香港政府宣佈收回荃灣西樓角7幢樓宇興建地鐵車廠，但業主因為不滿賠償拒絕遷出。

### 5月13日
- 1996年，通緝犯葉繼歡潛逃回港，在西環登岸時與軍裝巡邏小隊警員槍戰，中彈被捕。
- 2003年，謝婉雯醫生逝世，是首位因搶救非典型肺炎病人而殉職公立醫院醫生。

### 5月14日
- 1934年，西環山道煤氣鼓發生爆炸，42死46傷。
- 1978年，教育署宣佈封閉金禧中學，引起部分師生不滿，後稱金禧事件。
- 1985年，著名電視藝員翁美玲於廣播道寓所內開煤氣自殺身亡，終年26歲。
- 1997年，秀茂坪發生懷疑燒屍案。

### 5月15日
- 1975年，毒梟吳錫豪及其同黨9人於高等法院被判入獄，刑期7年至30年不等。當中吳錫豪被判入獄30年。案情透露跛豪販毒超過7年，售出的毒品超過16噸，價值達港幣3億元。

### 5月16日
- 1967年，鬥委會宣告成立，由香港工聯會理事長楊光出任主任委員。

### 5月18日
- 1951年，聯合國通過對香港實施貿易禁運，以阻止物資進入中國大陸，切斷中國共產黨供給。

### 5月19日
- 1985年，香港足球代表隊在1986年世界盃外圍賽作客以2比1擊敗中國國家足球隊，香港隊在上半場，由張志德禁區外一記自由球，直飛死角入網，中國隊在上半場中段扳平。下半場，港隊憑顧錦輝射入，中國隊射門24次及有角球11個，僅破門1次，相反，香港隊僅5次射門便兩度破網，支持中國隊的球迷因不滿賽果而引發騷亂。後稱為五一九事件。

### 5月21日
- 1989年，超過100萬香港市民在中環上街遊行，支持在北京天安門廣場靜坐的學生。

### 5月22日
- 1997年，連接香港國際機場的青馬大橋正式通車，同日通車的還有汲水門大橋、北大嶼山公路及長青隧道。
- 2001年，3名便裝探員在九龍何文田窩打老道九廣東鐵鐵路橋下截查四名可疑男子時突然遭對方拔槍射擊。2名警員中槍倒地，其中一名頭部中槍。事後證實其中一名男子為季炳雄。
- 2007年，品質工業大廈發生三級火警，消防員黃家熙因遇上閃燃不幸殉職。

### 5月23日
- 1986年，香港地鐵港島綫正式全面通車。
- 1996年，張子強等匪幫於深水灣道綁架富商李嘉誠之子李澤鉅，勒索得贖金十億港元。案中事主未有報警。
- 2003年，世界衞生組織撤銷因SARS疫症而對香港發出的旅遊警告。

### 5月25日
- 1998年，連接汀九及錦田的大欖隧道正式通車，同日通車的還包括青朗公路。
- 2002年，中華航空611號班機從台北飛香港，起飛後20分鐘在台灣海峽上解體，機上225人全數罹難。出事飛機為波音747，出廠已有23年。事後調查相信意外是因為之前一次撞尾意外的維修不當導致飛機結構問題。

### 5月26日
- 1925年，香港政府向吉慶圍歸還被英軍奪走的鐵門。
- 1980年，3,000名褓姆車司機因反對港府嚴厲檢控超額載客新法例，罷駛一天抗議。

### 5月27日
- 1989年，為支持八九民運而舉辦的民主歌聲獻中華，於跑馬地馬場舉行。

### 5月28日
- 1989年，為響應北京號召而進行的「全球華人大遊行」，超過150萬香港市民在中環上街遊行，支持在北京天安門廣場靜坐的學生。

### 5月29日
- 1957年，香港第一個電視台麗的映聲啟播。
- 1982年，香港發生嚴重雨災，災情僅次於1959年六一五雨災，造成29死50傷，3,000多人無家可歸。
- 2000年，紅磡海底隧道發生三級火警，逾500人逃生。

### 5月30日
- 1888年，山頂纜車通車。
- 1889年，曾成為香港天文台記錄單日降雨量最多的一天，降雨量達520.6毫米，之後此記錄於1926年7月19日被打破，降雨量達534.1毫米。
- 1952年，市政局非官守議員的部份議席舉行民選，為香港首次民選。
- 1960年，美國財團投標購入中環美利操場北段地皮，投資興建香港希爾頓酒店。

### 5月31日
- 1985年，地鐵港島綫由金鐘至柴灣段正式通車。

## 6月

### 6月1日
- 1963年，香港出現60年來最嚴重的水荒，政府被迫實施4日供水4小時的措施。
- 1970年，香港政府拍賣中環地王，最後由置地投得興建康樂大廈。
- 2000年，最後一個越南難民營，望后石越南難民中心關閉，越南船民問題解決。

### 6月2日
- 1993年，北角一個建築地盤的一架籠𨋢由高處墮下，在內12名工人全部喪生，包括一名16歲青年，成為香港第二多人死亡的建造業事故，詳見北角地盤升降機墜下事故。

### 6月3日
- 1982年，一名精神病患者李志衡在家中突然病發，斬死母親及胞妹後，持牛肉刀在街上向人亂劈。然後衝入深水埗元州邨安安幼稚園，亂刀砍向上課中的師生，造成6死40傷；最後為到場警員開槍擊倒。(後來被改編成港產片癲佬正傳)

### 6月4日
- 1989年，北京發生六四事件及六四清場，20萬市民在跑馬地馬場參加黑色大靜坐；往後由1990至2019年的每年6月4日，支聯會均會在銅鑼灣維多利亞公園舉行燭光晚會，悼念六四死難者。
- 2000年，喜靈洲戒毒所發生騷亂，逾400名本地及越南籍囚犯集體打鬥。

### 6月5日
- 1972年，葵涌貨櫃碼頭正式啟用。
- 2002年，敦煌酒樓集團因資不抵債而倒閉，約2000名員工受影響，亦成為香港飲食業有史以來最大宗的破產事件。

### 6月6日
- 1985年，管理層出現嚴重問題的海外信託銀行，被政府下令暫停營業。
- 1996年，建築中機場鐵路葵涌段發生嚴重工業意外，導致6人死亡。

### 6月7日
- 1841年，英國駐華商務總監義律宣佈香港為自由港。
- 1985年，立法局緊急立法，三讀通過通過動用外匯基金接管因假賬而周轉不靈的海外信託銀行。
- 1989年，部分人發動全港罷工、罷市、罷課，以抗議北京當局武力鎮壓學運，教育署宣佈所有學校停課一天。當晚旺角彌敦道一帶的悼念活動演變成騷亂，警方出動700人以催淚彈驅散滋事者。
- 2008年，是日暴雨成災，最高時雨量達145.5毫米，造成2死16傷。

### 6月8日
- 1973年，涉嫌貪污的總警司葛柏在停職接受警方調查期間，利用警司特權進入啟德機場乘坐飛機經新加坡返回英國，逃離香港。引發「反貪污，捉葛柏」遊行。
- 1991年，《香港人權法案條例》正式生效。
- 1999年，香港政府宣佈公務員凍薪一年。

### 6月9日
- 1898年，英國與清政府簽訂《展拓香港界址專條》，自該年7月1日起租借深圳河以南，界限街以北及各離島，為期99年。
- 1991年，5名匪徒配備AK-47自動步槍及自動手槍，打劫觀塘物華街5家金鋪，劫得珠寶500萬港元。期間與警員槍戰，並發射超過40發子彈。
- 2000年，逾5,000名小學教師上街遊行，抗議政府推行語文基準試。
- 2019年，林鄭月娥政府為執行中共中央的倡議，意圖強行推動《2019年逃犯及刑事事宜相互法律協助法例（修訂）條例草案》，刪除原有條例的地域適用限制，使中國內地包括在引渡地區之內，並簡化引渡程序，同時要求立法會盡快通過，引起市民關注條例修改後將嚴重削弱一國兩制，令香港居民會被引渡到司法不公正及缺乏司法獨立的地區[5]，於下午的反對逃犯條例修訂草案遊行共有103萬人參加[6]。

### 6月11日
- 1933年，香港巴士專營權制度實施，九巴和中巴獲得為期15年的專營權。

### 6月12日
- 1966年，香港發生雨災，曾錄得一小時內高達108.2毫米的雨量紀錄，導致64人喪生、2,500多人無家可歸，造成經濟損失超過5,000萬港元。
- 2019年，香港特區政府在6月9日有103萬名市民參與反對逃犯條例修訂草案遊行反對修訂逃犯條例後，行政長官林鄭月娥仍堅持將草案在立法會進行二讀，引發反對逃犯條例修訂草案佔領行動，早上約4萬名市民在金鐘聚集並包圍立法會大樓阻止條例被強行通過，警方於下午4時20分施放催淚彈及用警棍驅散，其後更開槍發射橡膠子彈及布袋鉛彈鎮壓[7]，導致過百人受傷，其中兩人傷勢嚴重。

### 6月15日
- 1997年，香港主權移交前最後一次賽馬，當日三T彩金破新記錄，由於頻頻爆冷，結果正獎無人中。

### 6月16日
- 1976年，沙田墟開始清拆。
- 1988年，香港政府開始為越南難民實施甄別政策。
- 2019年，「譴責鎮壓，撤回惡法」大遊行原定於下午3時出發，但因為出席人數太多而提前起行，遊行是要抗議特區政府未有全面撤回修訂逃犯條例及警方暴力612鎮壓示威，是次遊行的參與人數近200萬人[8]，比一周前有103萬人參與的反對逃犯條例修訂草案遊行更多，成為自香港開埠以來最多人參加的遊行。

### 6月17日
- 1981年，國泰航空1,500名地勤人員，因加薪問題與資方談判破裂，於當日起罷工三天。

### 6月18日
- 1972年，大雨下觀塘及西半山皆出現山泥傾瀉，分別造成71及67人死亡，在全港則釀成156死117傷，多人無家可歸，為香港有記錄至今最多人死亡的水災、山洪暴發及山泥傾瀉意外，詳見六一八雨災。

### 6月19日
- 1925年，中國國民黨及中國共產黨發動針對英國的省港大罷工。香港多個行業的工人離開工作崗位，返回廣州。
- 1959年，體育名人黃應求被綁架，史稱三狼案。

### 6月22日
- 1998年，地鐵東涌綫正式通車。
- 1998年，香港政府宣佈暫停土地拍賣及招標。

### 6月23日
- 1973年，由電視廣播有限公司舉辦的第一屆香港小姐競選舉行，冠軍為孫泳恩。

### 6月25日
- 1985年，連接大埔區及落馬洲的粉嶺公路開始局部通車。

### 6月26日
- 1843年，香港總督府公布其首份憲法－《香港殖民地憲章》，是由維多利亞女王以《英皇制誥》形式頒布。
- 1991年，香港最長的行車隧道大老山隧道正式通車，同日通車的還包括觀塘繞道。

### 6月28日
- 1869年，香港大會堂落成啟用。

### 6月29日
- 1982年，香港第一條免費行車隧道機場隧道正式通車。

### 6月30日
- 1993年，Beyond樂隊成員黃家駒在日本發生意外後留院6天不治逝世，享年31歲。
- 2020年，《港區國安法》正式生效。由於法律條文被指有侵犯人權之虞，加上由全國人民代表大會直接通過及宣佈於香港實施，因而引起各界爭議，並引發新一輪移民潮。

## 7月

### 7月1日
- 1935年，香港全面禁娼。
- 1960年，朱牯仔村木屋區火災。
- 1987年，人民入境事務處正式開始地為憑香港關係而持有英國屬土公民身份的人士，辦理登記英國國民(海外)身份程序。
- 1993年，元朗公路位於屯門一段正式通車。
- 1997年，香港回歸，香港特別行政區成立，以實現中英雙方於1984年簽訂的中英聯合聲明。
- 2003年，民間人權陣線發起反對《國家安全(立法條文)條例》的大遊行，超過50萬人參與，是香港繼1989年六四事件逾100萬人上街遊行後最大型的一次遊行活動。

### 7月2日
- 2000年，大澳沙面仔發生四級大火，燒毀棚屋90多間。

### 7月4日
- 1979年，前國際足球聯合會副主席，有「亞洲球王」之稱的李惠堂病逝，終年75歲。

### 7月5日
- 1991年，英倫銀行命令在開曼群島註冊的國際商業信貸銀行之當地分行停業，但香港銀行監理專員在當晚發表聲明指該行的香港分行財政狀況健全，國商集團所出現的財政問題是在香港以外發生，與香港的國商銀行無關。
- 1998年，啟德機場在晚上正式關閉。

### 7月6日
- 1998年，香港國際機場由時任中共中央總書記、國家主席江澤民主持開幕儀式，並正式啟用，同時香港地鐵的機場快綫也配合開始通車。

### 7月7日
- 1980年，香港聯合交易所成立。
- 1989年，紅磡新福閣酒樓被縱火，消防處升為三級大火，6死14傷。
- 1991年，香港政府以狀況有變為由，指令國際商業信貸銀行停業，使存戶非常不滿並引發一連串的抗議行動。事件轟動國際金融體系。

### 7月8日
- 1967年，沙頭角槍戰發生，5名香港警察被越界侵入香港的中國民兵殺害。
- 2001年，國泰機師發起工潮，大量航班及旅客受影響。
- 2005年，在新加坡舉行的國際奧林匹克委員會第117次全會通過，2008年奧運馬術項目由香港協辦。

### 7月9日
- 1969年，香港小巴合法化，首批小巴牌照共5,000個。
- 1992年，第28任香港總督彭定康抵港履新，成為英國派駐香港的最後一任總督。

### 7月10日
- 2003年，一輛來往天恆邨至荔景麗瑤邨之九巴265M線雙層空調巴士（Neoplan Centroliner），在早上開往天恆邨途中於屯門公路近汀九一段架空橋上被一輛貨櫃車切線推至橋邊，不久即墮下35米深山坡，車長及乘客21死，另20人傷，為香港有記錄至今最多人死亡的陸上交通意外，詳見屯門公路雙層巴士墮坡事故。

### 7月11日
- 1976年，環球小姐競選在香港銅鑼灣利舞台舉行，由以色列代表取得冠軍。
- 1991年，立法局在只有6票反對的情況下，正式通過同性戀非刑事化法例。

### 7月12日
- 1967年，香港政府展開自六七暴動以來首次宵禁，範圍包括香港島及九龍。

### 7月13日
- 1967年，受旱災影響，香港政府宣佈制水，隔日供水4小時。
- 1983年，香港立法局通過多項教育改革建議，包括統一大學學制為3年制。

### 7月14日
- 1912年，剛抵港就任第15任香港總督梅含理在卜公碼頭遇刺，幸未命中。
- 1983年，警員鄭孟輝在公主道路障執行職務時被衝過路障之汽車撞倒，被拖行數百公尺後重傷不治。汽車駕駛者為邱達成，邱被發現曾飲酒，事後被控以誤殺，罪名成立，入獄4年。
- 1983年，香港仔涌頭村木屋區發生四級火，600多間木屋被焚毀，900多人無家可歸。
- 1993年，牧愛小學發生懷疑校長殺人燒屍案被捕，先將女死者兼會計（劉容梅）首先最後勒死、前任校長王世明於被告誤殺罪名成立，入獄9年。
- 2000年，董建華被指涉向香港大學民意調查研究中心主任鍾庭耀施壓，阻止其民調工作，事件最終導致港大正副校長辭職。

### 7月15日
- 1971年，全球最大郵輪伊利沙白王后號抵達香港，準備改裝成「海上學府」。
- 1981年，屯門友愛邨發生警民衝突。

### 7月16日
- 1983年，九廣鐵路英段（今東鐵綫）全線正式電氣化，全線雙軌行走及列車電氣化。
- 1986年，油塘高輝道萬年工業大廈發生五級大火。
- 1998年，赤臘角機場受系統故障影響，空運服務全面暫停。
- 2003年，受偷步買車醜聞困擾的財政司司長梁錦松辭去財政司司長職位，即時生效。
- 2003年，保安局局長葉劉淑儀宣佈已辭職，保安局局長一職將由李少光出任。
- 2003年，香港廉政公署展開舞影行動，拘捕多名娛樂圈高層人士。

### 7月17日
- 1964年，影星林黛在寓所服毒自殺身亡。

### 7月18日
- 1984年，香港政府發表《代議政制綠皮書》。

### 7月19日
- 1926年，香港天文台記錄單日降雨量最多的一天，降雨量達534.1毫米。
- 1972年，伊利沙白王后號大火事件發表調查報告，指出有人為縱火成分。

### 7月20日
- 1973年，國際電影巨星、武術家李小龍暴斃於女星丁佩家中，享年32歲。

### 7月21日
- 2019年，民陣在銅鑼灣至灣仔舉辦遊行，要求政府回應民間五大訴求。
- 2019年，晚上八時至十一時，多名身穿白衣服的暴徒在西鐵元朗站瘋狂毆打市民，受襲市民包括一名孕婦，傳媒人柳俊江和議員林卓廷也受傷，警方於暴徒散去後一分鐘到達現場，這次惡性打人事件亦被民間稱為稱為「元朗恐襲」。

### 7月22日
- 1973年，一架大嶼山巴士在大嶼山羗山道與深屈道交界翻落300多呎深的懸崖，引致17死23傷。
- 1979年：
  - 建築中德福花園地盤發生嚴重工業意外，6人喪生。
  - 北角碼頭巴士總站一輛雙層巴士失去控制直衝候車人群，5死46傷。

### 7月23日
- 1954年，一架國泰航空空中霸王客機於泰國返港途中，於海南島對開公海被解放軍擊落。
- 1994年，在經過連續20小時的降雨後，西環觀龍樓發生山泥傾瀉事件。
- 1998年，德福花園揭發五屍劫殺案。

### 7月24日
- 1912年，剛上任港督的梅含理險被行刺。
- 1976年，香港政府環境科宣佈將1,300架紅牌車全面取締，統一轉為的士。
- 2012年，強颱風韋森特正面襲港，天文台發出10號颶風信號。

### 7月25日
- 1947年，葛亮洪抵港，就任第22屆港督。
- 1975年，香港政府宣佈將小販認可區的經營時間縮短，以解決越來越多人轉做小販的問題。
- 2000年，香港海防博物館正式啟用。

### 7月26日
- 1919年，香港爆發搶米風潮。
- 1973年，被指貪污的總警司葛柏，其調查報告書被公佈。
- 2002年，財政事務及庫務局局長馬時亨宣布仙股除牌，引發仙股股災。
- 2009年，港鐵將軍澳綫二期康城站正式啟用。

### 7月27日
- 1991年，中國華東地區發生水災，香港演藝界在跑馬地馬場舉行馬拉松式的《演藝界總動員忘我大匯演》，籌得善款超過1億港元。
- 2003年，英格蘭利物浦足球隊與香港足球代表隊在香港大球場進行表演賽。
- 2019年，二十九萬市民參與已被警方發出反對通知書的「光復元朗」遊行。

### 7月28日
- 2019年，約三十萬市民在中西區，銅鑼灣等地遊行。
- 2022年，MIRROR.WE.ARE LIVE CONCERT 2022 第四場其間，舞台上方顯示屏墜落致舞蹈員嚴重受傷，主辦單位腰斬其餘八場演唱會。此意外引致多名市民受驚、創傷等心理反應。

### 7月29日
- 1996年，香港滑浪風帆選手李麗珊在亞特蘭大奧運會女子滑浪風帆項目取得金牌，為香港奪得首面奧運金牌。

### 7月30日
- 1904年，香港電車正式通車。
- 1971年，教育司宣佈在當年9月開始實施小學免費教育。

### 7月31日
- 1989年，香港政府在萬宜水庫西壩興建越南船民中心的計劃，受到居民露宿抗議及阻止工程。

## 8月

### 8月1日
- 1991年，元朗區的新田公路開始局部通車。
- 2003年，足球博彩規範化正式生效，由香港賽馬會開辦的足智彩開始接受投注。
- 2004年，公共小巴安全帶法例正式生效。由該日起，所有市民乘搭公共小巴時，如車上設有安全帶的話必須配戴，否則可被檢控。
- 2005年，香港地鐵迪士尼綫正式全面通車。

### 8月2日
- 1972年，首條海底隧道正式通車。
- 1979年，颱風荷貝正面吹襲香港，12人死亡。維多利亞港內風力強勁，天星碼頭錄得最高陣風每小時108海浬。
- 2000年，入境事務大樓縱火案發生。

### 8月4日
- 1967年，香港政府展開自六七暴動以來最大規模的搜查行動，攻入北角英皇道3座大廈的左派大本營。
- 2002年，香港地鐵油塘站啟用，將軍澳綫取代觀塘綫經東隧過海。
- 2019年，將軍澳有反送中大遊行，西環卑路乍街公園有反送中集會

### 8月5日
- 1882年，保良局正式成立。
- 2019年，香港市民發起了歷來規模最大的全港三罷行動。

### 8月6日
- 1864年，匯豐銀行在香港創立。

### 8月8日
- 1999年，稅務局局長黃河生因涉利益衝突而被即時終止合約。
- 2003年，西班牙球隊皇家馬德里在香港大球場與香港足球代表隊進行表演賽。

### 8月9日
- 1981年，五名悍匪打劫尖沙咀恒昌錶行，其後爆發警匪槍戰，雙方共開40槍。事件中有一名巴基斯坦裔輔警殉職。

### 8月10日
- 2008年，旺角嘉禾大廈發生五級大火，焚燒約6小時，導致4死53傷。當中包括兩名消防員。是繼1996年嘉利大廈大火後引致香港消防處升為五級的火警。
- 2009年，港鐵西港島綫正式動工興建，預計於2014年下半年正式落成通車。

### 8月11日
- 1976年，第4代香港郵政總局啟用。
- 2019年，香港深水埗區和東區由民間自發舉行反對修訂逃犯條例遊行。由於8.11港島東大遊行不獲不反對通知書，所以改為8.11港島東集會。其中，港島東集會受到警方驅散，晚上，防暴警察直接衝入葵芳站、銅鑼灣站和太古站制服示威者，並有警員直接在地鐵站內發射催淚彈和近距離使用胡椒球彈的紀錄，引致部分示威者受傷，其中二人傷勢嚴重。
- 2019年，晚上示威者與警方於尖沙咀警署外及九龍公園對峙時，警方發射催淚彈及布袋彈驅散示威者期間，一名女性急救員右眼被布袋彈射中。

### 8月15日
- 1945年，抗日戰爭勝利，香港重光。

### 8月16日
- 1971年，來往香港和澳門的客輪「佛山號」於颱風露絲正面吹襲香港期間在大嶼山對開被吹翻沉沒，88人死亡，是香港歷史上較為嚴重的海難，詳見佛山號翻沉事故。颱風露絲在香港共造成110人死亡，286人受傷，5,644 人無家可歸。
- 2009年，港鐵西鐵綫九龍南綫南昌站至尖東站段完工通車，東鐵綫總站遷回紅磡。

### 8月18日
- 2002年，香港地鐵將軍澳綫正式通車。
- 2019年，民間人權陣線（簡稱民陣）發起「煞停警黑亂港 落實五大訴求」集會（原為港島區遊行，但遭警方發出反對通知書），於維多利亞公園舉行，回應近日警暴問題。集會人士最後和平散去，民陣表示有170萬人參與是次遊行，而警方則表示最高峰時有12.8萬人。

### 8月19日
- 1998年，香港商業電台節目主持人鄭經翰上班途中被人設伏襲擊，身中8刀重傷，後康復。

### 8月20日
- 1967年，清華街爆炸案，一對年幼小姊弟被炸彈炸死。
- 2005年，暴雨引發多宗水浸和山泥傾瀉，詳見八二零雨災。

### 8月21日
- 2004年，乒乓球男子雙打組合高禮澤、李靜，在2004年雅典奧運男子乒乓球雙打項目殺入決賽階段，可惜不敵中國隊組合，取得香港隊歷史上在奧運會第2面的獎牌。
- 2019年，香港市民自發元朗721恐襲靜坐活動，要求警方回應7月21日警署關閉及報警熱線沒有人受理的問題。

### 8月22日
- 1978年，第3家免費電視台佳藝電視突然宣佈停播，拖欠員工遣散費及工資。
- 1990年，荃灣德士古道屈臣氏工業大廈發生五級大火，造成5人受傷。
- 1999年，中華航空一架MD-11客機於颱風森姆橫過香港期間在赤臘角機場降落時發生意外，全機翻轉並一度起火。3人死亡。這是新機場的首宗嚴重意外。

### 8月23日
- 1981年，屯門公路近深井發生救護車與雙層巴士迎頭相撞，救護車內的氧氣樽發生爆炸，救護車內4人全數死亡。
- 2010年，發生香港人在菲律賓遭脅持槍殺事件，造成8死7傷。
- 2017年，超強颱風天鴿正面襲港，天文台發出10號颶風信號。

### 8月24日
- 1965年，美軍運輸機香港墜海事故，一架美國海軍陸戰隊的洛歇C-130大力士型運輸機，機組員6人、乘客65人。從香港前啟德機場13號跑道起飛後失事衝落維多利亞港油塘海面，事件共釀成59人死亡。是前啟德機場最嚴重的意外，亦是香港境內最多人死亡的空難。
- 1967年，香港商業電台節目主持人林彬上班途中被人設伏謀殺。

### 8月25日
- 1976年，秀茂坪發生自六一八雨災以來最嚴重的山泥傾瀉，18死24傷。
- 1993年，新東方公主號賭船四級火，焚燒逾40小時後始被撲滅，無人傷亡。

### 8月26日
- 1959年，香港商業電台正式啟播，是第一間獲發牌照的商營電台。
- 1999年，石硤尾下村對開斜坡發生山泥傾瀉，700多名居民緊急逃亡。
- 2003年，政府飛行服務隊於大嶼山伯公坳發生直升機墜毀事故，兩名機員罹難。

### 8月27日
- 1980年，灣仔的伊利沙伯體育館正式開幕。
- 2001年，一輛城巴於汲水門大橋撞向掃街車，造成1死11傷。

### 8月28日
- 1946年，時任香港總督楊慕琦正式提出楊慕琦計劃。
- 1955年，大埔松仔園發生山洪暴發導致嚴重傷亡事件，28名在該處旅行的學生被沖出吐露港遇難，後來該處被稱為「猛鬼橋」。
- 1977年，灣仔百樂門酒樓發生四級火，1死百多人受傷。

### 8月29日
- 1842年，（道光二十二年七月二十四日）清廷代表欽差大臣耆英、伊裡布，英國代表璞鼎查在英軍旗艦「康華麗號」上正式簽訂了中英《南京條約》；清朝將香港島正式地割讓予英國治理，香港島正式成為英國在遠東的殖民地之一。

### 8月31日
- 1967年，六七股災，香港左派團體自7月中起發動連串炸彈恐怖襲擊，香港市民及投資者都人心惶惶，恆生指數於當日下挫至58.61點，是恆指歷史最低的點數，也是恆指迄今的最低位。
- 1988年，一架中國民航 (CAAC) 三叉戟客機於啟德機場31跑道降落時觸及跑道進場燈，之後衝出跑道滑入海中，7死14傷。當時天氣惡劣，有霧及雨。
- 2019年，有信奉天主教的網民以宗教集會毋須申請為由，發起下午1時的「召集十萬基督徒為香港罪人祈禱大遊行」，計劃由灣仔修頓球場遊行至上亞厘畢道。由中午時分起，約數千名示威者在修頓球場看台聚集，合唱「Sing Hallelujah to the Lord」等聖詩。警方一度舉旗，宣稱示威者正在參與違法行為。現場集會人士向警察高呼「黑社會」，其後警員離開。
- 2019年，晚上示威者於太子站月台換衫，到晚上11時，近100名速龍小隊成員和防暴警察衝入往中環方向的4號月台和列車，以警棍無差別毆打在場乘客及懷疑示威者，並向他們瘋狂噴射胡椒噴霧以及作出拘捕，稱為太子站襲擊事件。

## 9月

### 9月1日
- 1956年，首屆亞洲盃足球賽決賽週在香港開始舉行。
- 1962年，颱風溫黛吹襲香港，是香港有記錄以來第六多人罹難的風災，僅次於1900年的庚子風災。共造成130人死亡，53人失蹤。
- 1998年，新世界第一巴士接替中華巴士的專營權，投入營運。

### 9月2日
- 1937年，丁丑風災，又稱「九．二風災」。一個颱風正面吹襲香港，在吐露港引起超過6米的風暴潮。造成約11,000死88傷，是香港有記錄以來最嚴重的風災。

### 9月3日
- 1967年，灣仔消防局爆炸案1死7傷，當日在銅鑼灣、紅磡等地亦發生多宗炸彈襲擊並造成十多人受傷。
- 1976年，荃灣橫龍街牛津工業大廈發生大火。
- 1991年，中英雙方就香港機場核心計劃簽署《關於香港新機場建設及有關問題的諒解備忘錄》。

### 9月4日
- 1839年，九龍山之戰爆發。
- 1964年，東京奧運的聖火到達香港，翌日離港。

### 9月5日
- 1964年，颱風露比正面襲港。

### 9月7日
- 1982年，恆隆銀行開始爆發擠提。

### 9月8日
- 1967年，因為六七暴動發生連串炸彈恐怖襲擊，香港政府宣佈禁止市民燃放煙花炮竹，禁令在暴動被平息未有解除。
- 2001年，大老山隧道發生6車連環相撞車禍，造成2死17傷。

### 9月9日
- 1983年，颱風愛倫正面襲港，造成10人死亡，12人失蹤。赤柱錄得最高陣風為每小時134海浬。

### 9月11日
- 1984年，香港仔田灣大生工業大廈發生5級大火，焚燬8層樓。現場貯存之塑膠原料起火，燃燒3天後才被救熄，45名消防員受傷。
- 1990年，紅磡機利士路一間聯誼會被人用電油及燃燒彈縱火，造成6死23傷。
- 1991年，城巴開辦香港島首條專利巴士路線。

### 9月12日
- 1958年，啟德機場的13/31跑道啟用，至關閉前仍然使用。
- 1977年，九龍旺角彌敦道及鴉蘭街交界的一個香港地鐵建築地盤發生地陷。
- 2001年，受美國九一一襲擊事件影響，恆生指數大跌超過900點。
- 2005年，香港迪士尼樂園開幕。

### 9月13日
- 1978年，油麻地茂林街3座戰前舊樓，接連發生外牆倒塌。
- 2008年，石澳大浪灣發生迎月夜兇殺案，36歲被告顏力光被控謀殺，並被判終身監禁。
- 2009年，環球貿易廣場發生嚴重工業意外，六名工人在電梯槽內裝修期間疑工作台不勝負荷倒塌，全部工人急墜至60米下的地面喪生。
- 2019年，民間發起913中秋節和你拖上獅子山人鏈活動，稱香港之路。

### 9月16日
- 1999年，颱風約克正面襲港，天文台懸掛10號颶風信號。颱風襲港共造成2人死亡，經濟損失約10億港元。天文台上次懸掛10號颶風信號是1983年9月，颱風愛倫吹襲的時候。
- 2018年，超強颱風山竹正面襲港，天文台發出10號颶風信號，為1983年颱風愛倫後風勢最強的10號颶風信號。

### 9月18日
- 1906年，當天一股強烈颱風襲擊香港，釀成約3,000人罹難、220人受傷，為香港歷史上較嚴重的一次天災。（參看丙午風災）
- 1988年，九廣鐵路公司經營的輕鐵第一期正式通車，輕鐵路線610（屯門碼頭←→元朗）、611（屯門碼頭←→元朗）及612（友愛←→元朗）投入服務。

### 9月19日
- 1982年，南華對寶路華的香港甲組足球聯賽賽事中，因一個問題十二碼罰球觸發球迷騷亂。

### 9月21日
- 1989年，東區海底隧道正式通車，是香港第二條過海隧道。
- 1999年，天水圍天頌苑被揭發短樁醜聞。

### 9月22日
- 1948年，西環永安公司貨倉大火，釀成176死69傷，是香港二戰後死亡人數最多的火災。
- 2009年，綠色和平推動下，香港首次參與國際無車日。

### 9月23日
- 1983年，港元兌美元匯價大幅下跌，跌穿九算水平。

### 9月24日
- 1983年，受到香港前途問題影響，港元兌美元匯率跌至9.60港元兌1美元的歷史低位。
- 1989年，特別任務連在跑馬地成和道拘捕7名參與忠信表行劫案之匪徒，起獲3支手槍及大部份贓物。劫匪首領為陳虎鉅，部份成員為來自湖南之非法入境者。

### 9月25日
- 1985年，香港首條標準快速公路吐露港公路正式通車。

### 9月26日
- 1984年，《中英聯合聲明》的草案在北京人民大會堂由周南及伊文思代表簽署，香港前途談判結束。
- 1985年，香港首次舉行香港立法局的間接選舉，正式開始了香港的代議政制。

### 9月27日
- 1983年，香港對美元匯率持續下跌，令恒隆銀行發生擠提事件，立法局當日三讀通過接管銀行法例，由政府接管。

### 9月28日
- 2014年，佔領中環長達第79天，至12月15日。

## 10月

### 10月1日
- 1887年，香港西醫書院成立。
- 1910年，九廣鐵路英段（今東鐵綫）正式通車。
- 1979年，地下鐵路（今港鐵）首段（觀塘至石硤尾）正式通車。
- 2012年，南丫島西北面海域發生香港41年來最嚴重海難，港燈船隻被港九小輪雙體船碰撞後下沉，港燈船上全部人墮海，事故釀成39死101傷。
- 2019年，各區發生示威活動，以致警民衝突，尤其是在西灣河，一名警員向一名示威者開槍，擊中該名示威者心臟距離3cm位置。

### 10月5日
- 1911年，九廣鐵路全線通車，來往香港與廣州的直通車正式投入服務。
- 1968年，船灣淡水湖正式啟用。
- 2000年，地下鐵路公司於香港交易所上市。

### 10月6日
- 1979年，獅子山馬仔坑木屋區發生五級大火。
- 2019年，香港政府 10 月 4 日引用《緊急法》 頒布《禁蒙面法》，大批示威者在各區發起抗爭，舉行反緊急法大遊行，以銅鑼灣SOGO為起點，步行至中環遮打花園。

### 10月7日
- 1978年，沙田馬場落成啟用。
- 1980年，香港太空館正式啟用。

### 10月8日
- 1928年，香港電台正式啟播。
- 1981年，香港實施1級制水，26日升為2級制水。位於樂安排的海水化淡廠重開。

### 10月10日
- 1926年，省港罷工委員會宣佈取消封鎖香港。省港大罷工正式結束。
- 1956年，九龍區出現由親中國國民黨右派發動的雙十暴動。

### 10月11日
- 1989年，時任港督衛奕信宣佈香港機場核心計劃。

### 10月12日
- 1978年，香港與廣東的民航服務正式恢復。

### 10月13日
- 1967年，香港島灣仔發生兩宗致死炸彈襲擊，莊士敦道炸彈襲擊電車案電車乘客1死11傷，灣仔告士打道爆炸案警察1死2傷，當日被炸死的兩名死者同為19歲，分別是中學男生唐德明及警員杜雄光。
- 1980年，長沙灣道與楓樹街交界的地鐵地盤發生二級火，1死10傷。

### 10月14日
- 1972年，銅鑼灣大丸在記利佐治街正門左面的化妝品部發生煤氣爆炸，消防處列作一級火，造成2死211傷。
- 2019年，香港人權民主法案集氣大會。

### 10月16日
- 1944年，發生盟軍誤炸紅磡民居事件，約300死300傷。

### 10月17日
- 1963年，香港中文大學正式成立。
- 1983年，港元與美元開始實行聯繫匯率，定一美元兌7.80港元。
- 2003年，維港巨星匯首場表演在金鐘添馬艦露天場地舉行，表演者為Prince及莫文蔚。

### 10月18日
- 1983年，一架德國漢莎航空（Lufthansa）747 貨機在啟德機場起飛時發動機故障，放棄起飛後衝出跑道草坪，起落架斷裂並撞毀引擎，幸名機員無恙。機場跑道一度受阻不能昇降，飛機最終在香港飛機工程公司重修後成功復飛。
- 2002年，著名歌手羅文因肝癌逝世，終年52歲。

### 10月19日
- 1987年，香港股市受美國華爾街影響大幅下跌，爆發八七股災，香港聯合交易所宣佈停市4天。
- 1998年，陳健康妻子因丈夫包二奶，把兩名兒子從上水的14樓公屋單位拋下致死再跳樓身亡。

### 10月23日
- 1980年，港府頒佈新修訂的人民入境條例，取消「抵壘政策」，並給予從內地偷渡來港的非法入境者為期3天的寬限期。

### 10月24日
- 1860年，清朝與英國簽訂《北京條約》；清政府正式割讓在香港界限街以南的九龍半島給英國。
- 2004年，九廣東鐵尖東站啟用，東鐵列車重新服務尖沙咀區。

### 10月25日
- 1972年，香港政府宣佈十年建屋計劃。
- 1993年，昏迷長達17個月的藝人陳百強因逐漸性腦衰竭逝世，享年35歲。

### 10月26日
- 1980年，撤銷抵壘政策的3天寬限期屆滿。數千人在限期前於入境處門外排隊申請身份證。由翌日開始，非法入境者將被即捕即解遣返大陸。
- 2019年，民間發起在金鐘添馬公園舉行「反共產極權集會」，以對抗白色恐怖為主題，聲援因政治立場而被解僱的員工。

### 10月28日
- 1977年，超過100名休班警員衝入位於中環美利道的廉政公署總部，造成警廉衝突事件。
- 1981年，深水埗銀禧難民營發生騷亂。

### 10月29日
- 2001年，油塘四山街一座拆卸中的工廠大廈突然倒塌，造成6死8傷。
- 2005年，香港文物探知館正式啟用。

### 10月30日
- 1971年，即將完工的珍寶海鮮舫發生四級大火，導致34死42傷。
- 1980年，港府開始規定15歲以上市民出外必須攜帶身份證。

### 10月31日
- 1972年，香港總督麥理浩通過電視呼籲全港市民大力清潔香港運動，中西區並舉行了火燒垃圾蟲儀式，象徵了清潔運動的正式開始。
- 1980年，西貢避風塘發生火警，燒毀50多隻船，造成百多人無家可歸。
- 1993年，香港有線電視啟播。
- 1999年，九廣鐵路最後一列第一代電氣化列車正式榮休。
- 2019年，香港《禁蒙面法》生效下，民間舉辦「哈囉喂九官面具夜」慶祝萬聖節，於晚上 7 時半由維多利亞公園行至蘭桂坊，戴上各式面具「應節」。

## 11月

### 11月1日
- 1960年，天天日報創刊。

### 11月2日
- 1999年，香港政府宣佈與美國迪士尼公司達成協議，合資興建香港迪士尼樂園。

### 11月3日
- 1967年，怡和街爆炸案，香港週閉幕日銅鑼灣發生炸彈爆炸，1死23傷。

### 11月4日
- 1839年，官涌之戰爆發。
- 1993年，中華航空一架簇新波音747在降落啟德機場時，衝出13跑道掉入九龍灣，23人受傷。

### 11月5日
- 1976年，和諧式客機首次在啟德機場降落。
- 1993年，颱風艾拉吹襲香港後帶來連場暴雨，屯門區40萬名居民因為濾水廠水泵被浸，接近24小時沒有食水供應。

### 11月6日
- 1981年，荔枝角大南街廣隆泰工業大廈再次發生五級大火。

### 11月8日
- 1878年，華人慈善團體保良局獲准成立。
- 1967年，荔枝角道炸彈襲擊案，炸彈襲擊造成包括兒童在內超過40人死傷，其中3名襲擊者亦2死1傷。
- 1989年，尖沙咀的香港文化中心正式啟用。

### 11月9日
- 1935年，香港放棄銀本位制度，以與英鎊掛鉤的港元取代為法定貨幣。
- 1990年，連接九龍及將軍澳的將軍澳隧道正式通車。
- 2009年，將軍澳寶順路與唐明街交界的迴旋處於零晨發生嚴重交通意外，一輛由中環開往將軍澳的九巴692號路線雙層巴士疑於進入迴旋處時車速過快而翻側，造成2死34傷。

### 11月10日
- 1997年，流傳港基銀行倒閉，大批存戶湧往港基銀行提款。

### 11月11日
- 1999年，由香港政府於亞洲金融風暴購入的港股組成的盈富基金，於香港交易所上市。

### 11月12日
- 2000年，在韓國釜山進行，決定2006年亞洲運動會舉辦城市投票中，香港在大熱姿態下，不敵卡塔爾多哈。

### 11月13日
- 2002年，時任房屋及規劃地政局局長孫明揚宣佈九項穩定樓市措施，史稱「孫九招」。

### 11月14日
- 1967年，連接九龍塘及沙田區的獅子山隧道正式啟用，為香港最早通車的行車隧道。
- 1982年，屯門公路一日之內發生3宗嚴重車禍，包括一宗雙層巴士在小欖翻側，1死109人受傷。

### 11月15日
- 1960年，香港政府與廣東省達成協議，每年由深圳水庫向香港提供50億加侖食水。
- 1991年，香港藝術館正式啟用。

### 11月16日
- 1966年，香港最後一次執行死刑。
- 1999年，房屋署人員在上水石湖新村清拆僭健寮屋遇居民阻止，演變成警民衝突。

### 11月17日
- 1978年，來往香港及廣州的水上運輸復航，飛翔船分別由大角咀碼頭及黃埔港開出。
- 1980年，香港股市停開午市，目的是清理未完交易，以冷卻投機熱潮。

### 11月18日
- 1985年，位於中環皇后大道中一號的滙豐銀行總行大廈落成啟用。香港滙豐銀行總行大廈耗資52億港元建成，當時是全球最昂貴建築物。

### 11月19日
- 1949年，中國航空及中央航空在香港的員工宣佈投靠中共政府，史稱兩航事件。
- 1967年，電視廣播有限公司正式啟播，是香港首間免費電視台。

### 11月20日
- 1996年，九龍彌敦道嘉利大廈發生五級大火，造成41死80傷。

### 11月21日
- 1951年，石峽尾東頭村木屋區發生大火，數千間木屋被焚毀。
- 1981年，藍田木屋區發生五級大火，千多間木屋被焚毀。
- 1985年，香港政府公佈26座公屋結構有問題，需要拆卸重建。

### 11月22日
- 1960年，香港工業總會成立.

### 11月23日
- 1988年，九廣輕鐵在3小時內發生2宗意外。

### 11月24日
- 1981年，何文田發生巴士翻落山坡事件，釀成66人受傷。
- 1987年，亞洲電視廣播道總部發生四級大火，焚燒8個小時才被救熄。
- 1997年，受八佰伴集團結業影響，再有傳聖安娜餅店可能結業，大批市民湧往餅店兌換餅卡。
- 2004年，傑出粵語流行歌曲填詞人，著名傳媒創作人黃霑逝世。其追悼會在12月5日舉行，有超過2萬名市民出席。

### 11月25日
- 1960年，沙田濾水廠動工興建。
- 1984年，九廣鐵路一電氣化火車在上水站倒後時突然出軌，無人受傷。
- 2005年，由香港房屋委員會分拆其商業物業及停車場的領匯房地產投資信託基金，於香港交易所上市。

### 11月29日
- 1989年，中華巴士員工因不滿退休金問題，而發起一連兩日的大罷工，導致港島區交通混亂。
- 1993年，首名華人布政司陳方安生正式履新。

### 11月30日
- 1975年，九廣鐵路紅磡火車站正式啟用，九龍總站由尖沙咀遷至紅磡。
- 2020年，隨著各模擬電視頻道於當日晚上11時59分59秒停播，香港全面實施數碼電視廣播。

## 12月

### 12月1日
- 1890年，香港電燈公司開始供電。
- 1992年，荃灣中心槍戰發生。
- 2001年，羅湖及落馬洲管制站實施延長通關半小時至午夜12時關閉。

### 12月2日
- 2007年，兩鐵合併。

### 12月3日
- 1970年，教宗保祿六世訪問香港。

### 12月4日
- 2005年，約25萬人參加爭取香港普選大遊行，不滿當時的政制改革方案。

### 12月5日
- 1986年，香港總督尤德爵士在北京討論香港過渡期政制安排期間突然心臟病發逝世，成為唯一在任內逝世的港督。
- 1998年，曾參與多宗械劫及富豪綁架案之張子強和4名同黨於廣東省被執行處決。
- 2001年，一名劫匪（後證實為徐步高）持槍搶劫荃灣麗城廣場6號地舖的恆生銀行，掠得約50萬元。銀行內一名巴籍護衛被近距離開3槍射殺。化驗後相信匪徒使用的是數月前被謀殺之警員梁成恩的失槍。警方懸紅200萬元緝捕疑兇。
- 2009年，第五屆東亞運動會開幕。

### 12月6日
- 1969年，第一屆香港節開幕。

### 12月8日
- 1862年，首套香港郵票發行。
- 1941年，日軍在香港時間早上8時（偷襲珍珠港以後數小時）發動對香港的攻擊，為時兩星期的香港保衛戰開始。

### 12月10日
- 2001年，荃錦中心馬會解款車被持鎗匪徒行劫，事後警員在太子地鐵站制服4名匪徒。

### 12月12日
- 2009年，香港足球代表隊於第五屆東亞運動會足球決賽中法定時間內與日本踢成1比1，加時仍互無增添紀錄，互射十二碼中，香港以4比2，總比數5比3擊敗日本，歷史性首次於大型綜合運動會足球項目中奪得金牌。

### 12月15日
- 1989年，一艘水翼船意外衝入油麻地避風塘，撞沉3艘船後直衝上岸，造成3死18傷。[9]
- 1995年，廉政公署拘捕13名涉及造馬案之人士，包括11名騎師及見習騎師。

### 12月17日
- 1990年，滙豐銀行宣佈重組，在英國成立控股公司，等同變相遷冊。
- 2000年，香港文化博物館正式啟用。
- 2005年，香港舉行世界貿易組織第六次部長級會議期間，香港反對世貿遊行衝突。

### 12月18日
- 1977年，一輛貨櫃車在大埔道及呈祥道交界的行車天橋失事，跌下蘇屋邨對開的斜坡，司機兒子被拋出車外而死。
- 2002年，一輛九廣輕鐵列車在屯門兆康站滑出路軌，為輕鐵首次列車出軌事故。
- 2023年，行政長官李家超在北京述職時，親自向中共中央總書記習近平彙報，表示將於2024年完成基本法23條的立法工作。

### 12月19日
- 1984年，中國國務院總理趙紫陽與英國首相戴卓爾夫人在北京正式簽署《中英聯合聲明》。觀禮嘉賓包括中共中央顧問委員會主任鄧小平、中國國家主席李先念等。
- 1999年，香港天文台首次發出寒冷天氣警告。

### 12月20日
- 2001年，前立法會議員，民建聯成員程介南被廉政公署控告身為公職人員以職權謀私等罪名。於是日被判罪名成立，入獄18個月。
- 2003年，九廣鐵路公司的西鐵正式通車。

### 12月21日
- 1996年，香港臨時立法會在深圳選舉產生。
- 2004年，九廣鐵路馬鞍山鐵路正式通車。

### 12月22日
- 1992年，銅鑼灣崇光百貨發生火警，幸無人傷亡。

### 12月23日
- 1980年，香港政府批准地鐵公司興建港島綫。
- 1990年，深水埗南昌街一座9層高樓宇發生四級火警，一條雲梯在救人時因超載扭曲墜毀，意外及火警共釀成6死50傷。

### 12月24日
- 1944年，由香港開往澳門的「嶺南丸」客輪在駛至磨刀島附近遭美軍戰機機槍掃射和轟炸，釀成349死23傷[10][11]。
- 1953年，石硤尾木屋大火，6條木屋村於一夜間被焚毀，5萬人無家可歸。政府事後興建房屋安置災民，開始提供公共房屋。
- 1973年，香港政府公佈屯門新市鎮計劃。
- 2003年，香港警務處特別任務連在油麻地文英街拘捕頭號通緝犯季炳雄；於屋內搜獲八枝手槍，一枝AK-47突擊步槍，八枚手雷及800多發子彈。

### 12月25日
- 1941年，港督楊慕琦向日軍投降，香港開始3年零8個月的日治時期。
- 1949年，香港電車羅素街車廠發動罷工，繼而爆發羅素街事件。
- 1981年，香港島中環發生由青少年引起的聖誕騷動。

### 12月28日
- 1851年，上環華人商業區發生大火，30人罹難。

### 12月29日
- 1977年，炮台山道發生一宗駭人的交通意外，一名75歲的老婦被巴士拖行超過三公里。
- 1993年，大嶼山寶蓮寺的天壇大佛開光。

### 12月30日
- 2003年，藝人梅艷芳因患上子宮頸癌逝世，終年40歲。

### 12月31日
- 1999年，香港政府舉辦的迎接2000年官方慶祝活動龍騰燈耀慶千禧在跑馬地馬場舉行。
- 2000年，黃大仙大磡村3日內第2次發生火警，近30間木屋被焚燬。
- 2007年，香港正式開始數碼電視廣播。